# Brachyamblyopus
Brachyamblyopus is een monotypisch geslacht van straalvinnige vissen uit de familie van grondels (Gobiidae).

## Soort
- Brachyamblyopus brachysoma (Bleeker, 1853)